# Kai Syväsalmi
Kai Syväsalmi (né le 20 décembre 1984 à Tampere en Finlande) est un joueur professionnel de hockey sur glace. Il évolue au poste de défenseur.

## Carrière de joueur

### Carrière en club
Kai Syväsalmi fut formé dans le club de TuTo Turku. Il joue dans toutes les catégories du club avant de se voir offrir la possibilité de disputer son premier match avec l'équipe élite en Mestis lors de la saison 2001-2002. Il resta dans son club formateur jusqu'à la saison 2007-2008, saison ou il décroche un titre de champion de Mestis tout en étant le défenseur du championnat ayant marqué le plus grand nombre de buts avec 18 réalisations. Il réalisa la même année son meilleur total de point en une saison avec 42 points en 43 matchs de saison régulière. Ses performances lui permettent d'être recruté par le Hämeenlinnan Pallokerho, club de SM-liiga. Il fut finaliste du championnat lors de la saison 2009-2010. La saison suivante, il signe un contrat avec le Kalevan Pallo. Il est prêté pour 1 match en Mestis à SaPKo et pour 11 rencontres à Tappara. En 2011-2012, il joue pour KooKoo Kouvola avant de revenir dans son club formateur de TuTo Turku.
Le 31 mai 2012, le Gap Hockey Club, pensionnaire de la Ligue Magnus annonce sur son site internet la signature pour une saison de Kai Syväsalmi. Il y retrouve comme coéquipier Jouni Virpiö avec qui il joua lors de son passage au KooKoo Kouvola.

## Statistiques

### En club
| Saison    | Équipe                  | Ligue        |    | Saison régulière | Saison régulière | Saison régulière | Saison régulière | Saison régulière |   | Séries éliminatoires | Séries éliminatoires | Séries éliminatoires | Séries éliminatoires | Séries éliminatoires |
| Saison    | Équipe                  | Ligue        | PJ | B                | A                | Pts              | Pun              | PJ               | B | A                    | Pts                  | Pun                  |                      |                      |
| 2001-2002 | TuTo Turku              | Mestis       | 1  | 0                | 0                | 0                | 0                |                  |   |                      |                      |                      |                      |                      |
| 2002-2003 | TuTo Turku              | Mestis       | 13 | 0                | 0                | 0                | 0                |                  |   |                      |                      |                      |                      |                      |
| 2003-2004 | TuTo Turku              | Mestis       | 28 | 2                | 1                | 8                | 28               | 2                | 0 | 0                    | 0                    | 0                    |                      |                      |
| 2004-2005 | TuTo Turku              | Mestis       | 39 | 2                | 7                | 9                | 20               | 8                | 0 | 0                    | 0                    | 2                    |                      |                      |
| 2005-2006 | TuTo Turku              | Mestis       | 44 | 2                | 9                | 11               | 32               | 6                | 0 | 1                    | 1                    | 4                    |                      |                      |
| 2006-2007 | TuTo Turku              | Mestis       | 38 | 16               | 21               | 37               | 42               | 7                | 4 | 2                    | 6                    | 8                    |                      |                      |
| 2007-2008 | TuTo Turku              | Mestis       | 43 | 18               | 24               | 42               | 42               | 11               | 3 | 10                   | 13                   | 18                   |                      |                      |
| 2007-2008 | Hämeenlinnan Pallokerho | SM-liiga     | 2  | 0                | 0                | 0                | 0                |                  |   |                      |                      |                      |                      |                      |
| 2008-2009 | Hämeenlinnan Pallokerho | SM-liiga     | 55 | 3                | 10               | 13               | 42               | 6                | 0 | 0                    | 0                    | 22                   |                      |                      |
| 2009-2010 | Hämeenlinnan Pallokerho | SM-liiga     | 42 | 4                | 17               | 21               | 61               | 17               | 1 | 2                    | 3                    | 10                   |                      |                      |
| 2010-2011 | Kalevan Pallo           | SM-liiga     | 23 | 2                | 6                | 8                | 20               |                  |   |                      |                      |                      |                      |                      |
| 2010-2011 | SaPKo                   | Mestis       | 1  | 0                | 3                | 3                | 0                |                  |   |                      |                      |                      |                      |                      |
| 2010-2011 | Tappara                 | SM-liiga     | 11 | 1                | 1                | 2                | 18               |                  |   |                      |                      |                      |                      |                      |
| 2011-2012 | KooKoo Kouvola          | Mestis       | 18 | 2                | 7                | 9                | 14               |                  |   |                      |                      |                      |                      |                      |
| 2011-2012 | TuTo Turku              | Mestis       | 22 | 3                | 13               | 16               | 30               | 3                | 0 | 3                    | 3                    | 2                    |                      |                      |
| 2012-2013 | Gap Hockey Club         | Ligue Magnus | 22 | 1                | 16               | 17               | 36               | 3                | 0 | 1                    | 1                    | 2                    |                      |                      |
| 2012-2013 | Gap Hockey Club         | CdL          | 4  | 0                | 2                | 2                | 32               | -                | - | -                    | -                    | -                    |                      |                      |
| 2013-2014 | Gap Hockey Club         | Ligue Magnus | 24 | 2                | 15               | 17               | 64               | 8                | 2 | 3                    | 5                    | 10                   |                      |                      |
| 2013-2014 | Gap Hockey Club         | CdL          | 3  | 0                | 0                | 0                | 4                | -                | - | -                    | -                    | -                    |                      |                      |

## Roller in line hockey

### Statistiques en club
| 2011 | ZSKA | Ligue Finlandaise | 8 | 5 | 9 | 14 | 7.50 |   |   |   |   |      |
| 2011 | ZSKA | KK-Kivi Turnaus   | 5 | 2 | 2 | 4  | 0.00 |   |   |   |   |      |
| 2012 | ZSKA | Ligue Finlandaise | 6 | 1 | 1 | 2  | 6.00 | 2 | 0 | 1 | 1 | 1.50 |

## Trophées et honneurs personnels
- Avec le TuTo Turku : champion de Mestis en 2007-2008. Meilleur buteur parmi les défenseurs du championnat avec 18 réalisations.
- Avec Hämeenlinnan Pallokerho : finaliste de la SM-liiga en 2009-2010.